# Mopar

Logo Mopar

Mopar (skrót od MOtor PARts) – firma oferująca części zamienne i serwis dla wszystkich amerykańskich marek należących do koncernu Chrysler. W czasach współpracy z Daimlerem była częścią koncernu DaimlerChrysler. Określenie "Mopar" zostało użyte po raz pierwszy w latach dwudziestych dwudziestego wieku i istnieje do dziś.
Termin ten jest odnoszony najczęściej do ciężarówek, półciężarówek i samochodów osobowych firm Chrysler, Dodge, Jeep i Plymouth. Dlatego wielu fanów samochodów z korporacji Chryslera nazywa siebie "Mopar enthusiasts".